# Borghi (gemeente)

Borghi

Borghi is een gemeente in de Italiaanse provincie Forlì-Cesena (regio Emilia-Romagna) en telt 2763 inwoners (1 januari 2011). De oppervlakte bedraagt 30,11 km², de bevolkingsdichtheid is 91,8 inwoners per km².
De volgende frazioni maken deel uit van de gemeente: Borghi-Centrum - San Martino in Converseto - Castellaro, Tribola, Lo Stradone, Masrola, San Giovanni in Galilea, Gorolo.

## Geografie
Cesenatico grenst aan de volgende gemeenten: Cervia (RA), Cesena, Gambettola, Gatteo.